# 足跡はかき消して
『足跡はかき消して』（原題:Leave No Trace）は2018年に公開されたアメリカ合衆国のドラマ映画である。監督はデブラ・グラニック、主演はベン・フォスターが務めた。本作はピーター・ロックが2009年に発表した小説『My Abandonment』を原作としている。

## ストーリー
ウィルはイラク戦争の従軍経験が原因でPTSDに苦しんでおり、娘のトムと一緒にオレゴン州の森の中で人目を避けるような生活を送っていた。町に出かけるのは食料や日用品を調達するときだけだった。ウィルは退役軍人省から支給される痛み止めを他の退役軍人に売却することで生活費を工面していた。
そんなある日、森の中をジョギングしていた男性がトムを目撃した。その結果、ウィルとトムは警察とパーク・レンジャーに発見され、福祉局の管理下に置かれることになった。家主と福祉局の指示に従うという条件で、2人は森の近くの農場で暮らすことになった。ウィルは林業に従事することになり、トムは地元の学校に通うことになった。トムは地元の少年と知り合い、4Hクラブの会合に参加した。
新しい環境に馴染めないウィルは家を出ることにした。新しい生活に馴染んでいたトムはそれを嫌がったが、ウィルに従って森の中のキャンプに戻った。しかし彼らのキャンプは破壊されていた。二人は長距離トラックにヒッチハイクして北のワシントン州へと向かった。トラックを降りて森に入った2人は使われなくなった丸太小屋を探して歩き回ったが、予想以上に捜索が難航した。そうこうしているうちに夜になったため、ウィルとトムは即席のテントで一夜を過ごすことになった。翌日、2人はやっとの思いで丸太小屋を見つけることができた。
ウィルは食料調達のために町へ向かったが、一晩経っても帰ってこなかった。不安に思ったトムが付近を捜索したところ、意識不明になっているウィルが見つかった。トムは通りかかった地元の住民に助けを求め、彼らの住むRVパークに連れられて行った。トムがウィルを病院に連れて行くことを拒否したため、そこの住民は友人の元従軍看護士を呼んで、怪我の治療をすることになった。
ウィルの足の怪我が治る間、二人はRVパークに住むこととなった。足の怪我がほとんど治ったウィルはRVパークを出る決心をした。トムは一旦は従うが、途中でRVパークに戻ることにした。二人は泣きながら抱き合った後、別れた。

## キャスト
※括弧内は日本語吹替。
- ベン・フォスター（加瀬康之） - ウィル
- トーマサイン・マッケンジー（山下音彩） - トム
- ジェフ・コーバー（小林操） - ミスター・ウォルターズ
- デイル・ディッキー（伊沢磨紀） - デイル
- ダナ・ミリカン - ジョーン・バウアー
- アリッサ・リン - ヴァレリー
- ライアン・ジョイナー - ティファニー

## 製作
2017年春、本作の主要撮影はオレゴン州ポートランドで始まった。森の中でのシーンの撮影は同州内のイーグル・フェーン公園で行われた。

## 公開・興行収入
2018年1月20日、本作はサンダンス映画祭でプレミア上映された。
2018年6月29日、本作は全米9館で限定公開され、公開初週末に21万9140ドル（1館当たり2万4349ドル）を稼ぎ出し、週末興行収入ランキング初登場24位となった。

## 評価
本作は批評家から絶賛されている。映画批評集積サイトのRotten Tomatoesには193件のレビューがあり、批評家支持率は100%、平均点は10点満点で8.6点となっている。サイト側による批評家の見解の要約は「『足跡はかき消して』はセンセーショナルに演出できるストーリーに対して、敢えて抑制的な演出を施しているが、それは効果的である。また、ベン・フォスターとトーマサイン・マッケンジーの素晴らしい演技も見物である。」となっている。また、Metacriticには44件のレビューがあり、加重平均値は88/100となっている。